# 호아킨 산체스
호아킨 산체스 로드리게스(스페인어: Joaquín Sánchez Rodríguez, 스페인어 발음: [xoaˈkin ˈsantʃeθ roˈðɾiɣeθ]; 1981년 7월 21일~)는 호아킨(스페인어: Joaquín, 스페인어 발음: [xoaˈkin])으로도 알려져 있는 스페인의 은퇴한 축구 선수로 오른쪽 윙어로 활약했다.
라리가에서 615경기를 소화하며 안도니 수비사레타 다음으로 라리가 역대 두 번째 최다 출장 선수 기록을 가지고 있고 레알 베티스에서 521경기를 소화하며 레알 베티스 역대 최다 출장 선수 기록을 가지고 있으며 레알 베티스의 유일한 코파 델 레이 2회(2005, 2022) 우승자이기도 하다.
대한민국에서는 2002년 FIFA 월드컵 8강 대한민국 축구 국가대표팀과 스페인 축구 국가대표팀과의 경기 승부차기에서 실축을 한 선수로 알려져 있다.

## 선수 경력
포지션은 오른쪽 윙어이며, 빠른 스피드와 훌륭한 테크닉, 힘찬 드리블 능력, 그리고 위협적인 크로스로 명성을 얻었다. 레알 베티스 시절에 활약하던 때에는 화려한 기량을 보여주었으나, 2002년 FIFA 월드컵 8강전 대한민국과의 승부차기에서 찬 공이 이운재에게 막히는 바람에 스페인을 탈락시킨 장본인이 되기도 했다. 그러나 팀내에서는 여전히 화려한 기량을 보여주었다. 2006-07시즌에 발렌시아로 이적하였고, 2011-12 시즌을 앞두고 말라가로 이적하였다. 그러나 말라가의 재정 상황이 악화되어 2시즌후에 이탈리아의 피오렌티나로 이적하였으나 2015-16 시즌 다시 레알 베티스로 복귀하였다.
2023년 4월 20일, 산체스는 22-23시즌 라리가가 종료된 후 선수 생활에서 은퇴할 것을 발표했다. 그의 은퇴 발표식에는 그의 아버지, 아내와 두 딸들, 마누엘 페예그리니 현 레알 베티스 감독과 세르히오 카날레스, 안드레스 과르다도 등 베티스의 전현직 선수들이 참석했다.

## 경력 통계

### 클럽 경력
리그 컵 대회와 유럽 대회(챔피언스리그, UEFA컵 등)을 포함한다.
2020년 1월 23일  기준
| 클럽팀      | 시즌      | 리그            | 리그 | 리그 | 컵   | 컵 | 유럽 | 유럽 | 총   | 총  |
| 클럽팀      | 시즌      | 리그 단계       | 참가 | 골   | 참가 | 골 | 참가 | 골   | 참가 | 골  |
| ----------- | --------- | --------------- | ---- | ---- | ---- | -- | ---- | ---- | ---- | --- |
| 레알 베티스 | 2000–01   | 세군다 디비시온 | 38   | 3    | —    | —  | —    | —    | 38   | 3   |
| 레알 베티스 | 2001–02   | 라리가          | 34   | 5    | —    | —  | —    | —    | 34   | 5   |
| 레알 베티스 | 2002–03   | 라리가          | 37   | 9    | —    | —  | 5    | 1    | 42   | 10  |
| 레알 베티스 | 2003–04   | 라리가          | 36   | 8    | 2    | 1  | —    | —    | 38   | 9   |
| 레알 베티스 | 2004–05   | 라리가          | 38   | 5    | 1    | 0  | —    | —    | 39   | 5   |
| 레알 베티스 | 2005–06   | 라리가          | 35   | 3    | 2    | 0  | 12   | 0    | 50   | 3   |
| 레알 베티스 | 계        | 계              | 218  | 33   | 5    | 1  | 17   | 1    | 240  | 35  |
| 발렌시아    | 2006–07   | 라리가          | 35   | 5    | —    | —  | 8    | 0    | 43   | 3   |
| 발렌시아    | 2007–08   | 라리가          | 34   | 3    | 8    | 2  | 7    | 0    | 49   | 5   |
| 발렌시아    | 2008–09   | 라리가          | 31   | 4    | 5    | 1  | 4    | 1    | 40   | 6   |
| 발렌시아    | 2009–10   | 라리가          | 28   | 2    | 4    | 1  | 13   | 4    | 45   | 7   |
| 발렌시아    | 2010–11   | 라리가          | 30   | 4    | 3    | 0  | 5    | 1    | 38   | 5   |
| 발렌시아    | 계        | 계              | 158  | 18   | 20   | 4  | 37   | 6    | 215  | 28  |
| 말라가      | 2011–12   | 라리가          | 23   | 2    | 2    | 0  | —    | —    | 25   | 2   |
| 말라가      | 2012–13   | 라리가          | 34   | 4    | 1    | 1  | 10   | 3    | 45   | 8   |
| 말라가      | 계        | 계              | 57   | 6    | 3    | 1  | 10   | 3    | 70   | 10  |
| 피오렌티나  | 2013–14   | 세리에 A        | 26   | 2    | 5    | 1  | 6    | 2    | 37   | 5   |
| 피오렌티나  | 2014–15   | 세리에 A        | 23   | 2    | 3    | 0  | 8    | 0    | 34   | 2   |
| 피오렌티나  | 계        | 계              | 49   | 4    | 8    | 1  | 14   | 2    | 71   | 7   |
| 레알 베티스 | 2015–16   | 라리가          | 30   | 1    | 2    | 0  | —    | —    | 32   | 1   |
| 레알 베티스 | 2016–17   | 라리가          | 28   | 3    | 1    | 0  | —    | —    | 29   | 3   |
| 레알 베티스 | 2017–18   | 라리가          | 35   | 4    | 1    | 0  | —    | —    | 36   | 4   |
| 레알 베티스 | 2018–19   | 라리가          | 30   | 6    | 7    | 1  | 6    | 0    | 43   | 7   |
| 레알 베티스 | 2019–20   | 라리가          | 26   | 8    | 2    | 2  | —    | —    | 28   | 10  |
| 레알 베티스 | 계        | 계              | 149  | 22   | 13   | 3  | 6    | 0    | 168  | 25  |
| 경력 총계   | 경력 총계 | 경력 총계       | 631  | 83   | 49   | 10 | 84   | 12   | 764  | 105 |

### 국가대표 경력
| 스페인 | 스페인 | 스페인 |
| 년도   | 참가   | 골     |
| ------ | ------ | ------ |
| 2002   | 9      | 0      |
| 2003   | 8      | 2      |
| 2004   | 9      | 0      |
| 2005   | 9      | 2      |
| 2006   | 7      | 0      |
| 2007   | 9      | 0      |
| 계     | 51     | 4      |

### 국가대표 경기 득점
| #  | 날짜             | 장소                                     | 상대팀         | 득점 | 결과 | 대회                         |
| -- | ---------------- | ---------------------------------------- | -------------- | ---- | ---- | ---------------------------- |
| 1. | 2 April 2003     | Antonio Amilivia, León, Spain            | 아르메니아     | 3–0  | 3–0  | Euro 2004 qualifying         |
| 2. | 6 September 2003 | D. Afonso Henriques, Guimarães, Portugal | 포르투갈       | 0–2  | 0–3  | Friendly                     |
| 3. | 9 February 2005  | Juegos Mediterráneos, Almería, Spain     | 산마리노       | 1–0  | 5–0  | 2006 World Cup qualification |
| 4. | 26 March 2005    | El Helmántico, Salamanca, Spain          | 중화인민공화국 | 3–0  | 3–0  | 친선경기                     |

## 수상

### 클럽
레알 베티스
- 라리가 : 4위 (2004-05)
- 세군다 디비시온 : 준우승 (2000-01)
- 코파 델 레이 : 우승 (2004-05, 2021-22), 4강 (2018-19)

발렌시아 CF
- 코파 델 레이 : 우승 (2007-08)
- 스페인 슈퍼컵 : 준우승 (2008)

말라가 CF
- 라리가 : 4위 (2011-12)

 ACF 피오렌티나
- 이탈리아 세리에 A : 4위 (2013-14, 2014-15)
- 코파 이탈리아 : 준우승 (2013-14), 4강 (2014-15)
- UEFA 유로파리그 : 4강 (2014-15)

### 개인
- FIFA 월드컵 올스타팀 리저브 : 2002
- 라리가 올해의 최우수 발전 기량 선수 : 2001-02

## 사생활
호아킨 산체스의 집에 강도들이 침입했던 적 있었는데, 그들은 산체스의 전자제품, 자동차를 훔쳐가지 않고 데이비드 베컴, 프랭크 램파드 등 축구선수들의 유니폼이 들어있는 상자를 발견해 유니폼들을 훔쳐갔다.